# Суперкубок Ісландії з футболу 1976
Суперкубок Ісландії з футболу 1976 — 8-й розіграш турніру. Матчі відбувалися навесні 1976 року між трьома найсильнішими командами Ісландії сезону 1975. Суперкубок Ісландії вдруге поспіль здобув «Кеплавік».
| Володар Суперкубка Ісландії 1976 |
| -------------------------------- |
|                                  |
| Кеплавік П'ятий титул            |

## Формат
У турнірі взяли участь три найкращі команди Ісландії сезону 1975:
- Чемпіон Ісландії  — «Акранес»
- Віце-чемпіон Ісландії — «Фрам»
- Володар Кубка Ісландії — «Кеплавік»

## Турнірна таблиця
| М  | Команда  | І | В | Н | П | МЗ | МП | РМ | О |
| -- | -------- | - | - | - | - | -- | -- | -- | - |
| 1. | Кеплавік | 4 | 2 | 1 | 1 | 4  | 3  | +1 | 5 |
| 2. | Акранес  | 4 | 2 | 0 | 2 | 5  | 4  | +1 | 4 |
| 3. | Фрам     | 4 | 1 | 1 | 2 | 4  | 6  | −2 | 3 |

## Результати
| Команда  | КЕП | ФРА | АКР |
| -------- | --- | --- | --- |
| Кеплавік |     | 1:1 | 1:0 |
| Фрам     | 2:0 |     | 1:4 |
| Акранес  | 0:2 | 1:0 |     |